# 拒绝黄赌毒
《拒绝黄赌毒》，又称《勇敢说不》，是一首中文公益歌曲，作词者为步博，作曲者为曾思铭。2009年，北京警方将这首歌的MV安装在北京市的各家KTV中，点歌系统开机时，以及歌曲间隙时自动播放，以鼓励人们拒绝色情、赌博和毒品的诱惑。